# Gat manx
El gat manx (kayt Manninagh o stubbin, en manx) és una raça de gat (Felis Catus) originari de l'illa de Man,amb una mutació natural de la columna vertebral que fa que se'ls hi escurci la cua. Molts manxs tenen un petit «munyó» de cua, però són especialment cèlebres per no tenir cua, la característica que distingeix la raça, així com potes posteriors elongades. Aquests gats es poden trobar amb tot tipus de coloracions (tot i que els exclusivament blancs son rars), també es poden trobar exemplars amb pelatge llarg, tot i que alguns consideren aquests un raça diferent anomenada gat Cymric (gat gal·lès).

## Història
El gat manx té el seu origen al segle xviii a l'illa de Man, lloc on fins fa 300 anys eren molt comuns. Hi ha un conte popular que parla de com van perdre les seves cues. Noè estava a punt de tancar les portes de la seva arca, un gat anava endarrerit per estar jugant, va pensar a caçar uns ratolins per demanar-li perdó a Noè per la seva impuntualitat. A l'apropar-se i entrar, Noè li va tallar la cua amb les portes. Altres llegendes diuen que el manx va sorgir de la cria d'un gat i d'un conill o que una persona li va tallar la cua en passar amb motocicleta, vehicles molt comuns a l'Illa de Man.

## Característiques

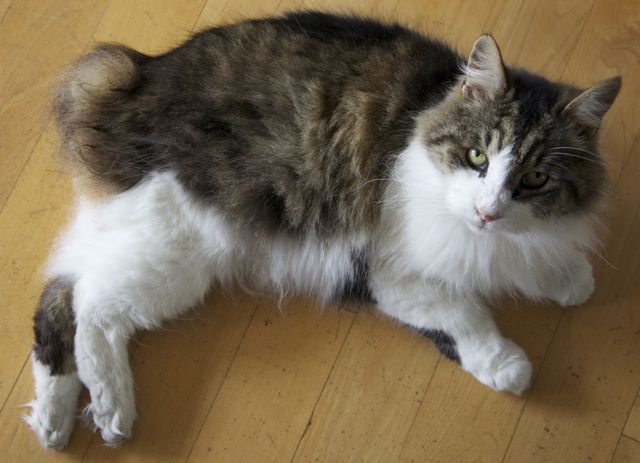
Manx Cymric, gat manx de pèl llarg.

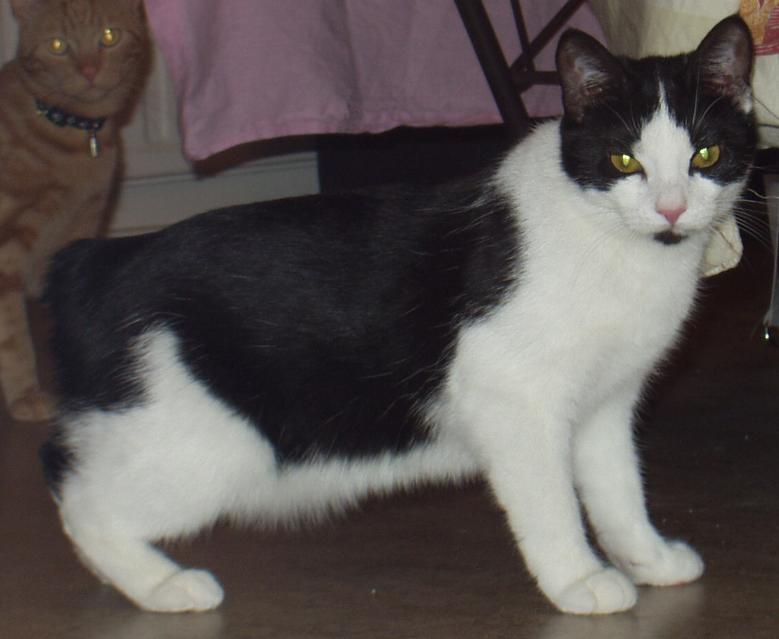
Manx amb cua rumpy.

El seu cap és de bona grandària, ample, rodó, amb galtes ben desenvolupades, nas llarg, orelles lleugerament en punta i separades, coll curt i fort. Ulls amples i rodons. Les seves potes del darrere són més llargues que les davanteres. Tenen el tors rodó i corbat. De cos musculós i esquena curta. El seu pèl és sedós i hi ha la varietat de pèl llarg anomenada Cymric (considerada com una raça diferent, encara que no ho és), tots els manxs tenen dues capes de pèl sedós.

### Cua
La cua del gat manx és una de les seves característiques més notòries perquè no té una longitud llarga com la majoria dels gats, hi ha altres races, com el bobtail japonès, que també es caracteritza per tenir cues curtes. La cua d'un manx és, regularment, curta, pot no tenir cua, o tenir unes quantes vèrtebres en ella. La seva cua pot ser classificada en: 
- Rumpy: No té cua.
- Riser o Rumpy Riser: Quan la cua té tres vèrtebres coccígenes.
- Stumpy: Amb algunes vèrtebres mòbils.
- Longy: Cua llarga, però encara no arriba a la longitud de la cua d'un gat normal.
- Tail: Amb cua de la longitud d'un gat normal.

La seva peculiar cua es deu a un procés genètic. Aquest tret és controlat per un sol gen, quan tots dos al·lels són  dominants neix un gat amb cua normal, si es presenta un gen recessiu, neix un gat manx, de ser dos recessius, el fetus no completa el seu desenvolupament.

## Comportament
El gat manx prefereix ambients tranquils, pot créixer en un ambient domèstic i adaptar-se als membres de la família. Si creix en un ambient d'exteriors, els seus instints sortiran, és un gran caçador i molt popular en xous de gats. Els manxs no són tímids i busquen l'atenció dels seus amos. S'adapten molt fàcilment quan han crescut en un ambient familiar.